# 7578 Georgböhm
7578 Georgböhm è un asteroide della fascia principale. Scoperto nel 1990, presenta un'orbita caratterizzata da un semiasse maggiore pari a 2,7912772 UA e da un'eccentricità di 0,0782795, inclinata di 3,27199° rispetto all'eclittica.